# Dom opata w Krzeszowie
Dom opata w Krzeszowie – budynek mieszczący się w powiecie kamiennogórskim, w Krzeszowie przy Placu Jana Pawła II.
Okazała budowla wzniesiona w latach 1730–1734 z inicjatywy opata krzeszowskiego Innocentego Fritscha według projektu Josepha Antona Jentscha lub Martina Frantza. Wybudowana na rzucie zbliżonym do kwadratu, trójkondygnacyjna, pięcioosiowa, ozdobiona pilastrami i przykryta dachem mansardowym. Po sekularyzacji zakonu w 1810 r. obiekt pełnił funkcję leśniczówki. Po II wojnie światowej nieużytkowany, przeszedł gruntowny remont w latach 1998–2002.  Współcześnie pełni funkcje wystawiennicze.     
12 marca 2018 r. dom opata odwiedził Prezydent RP Andrzej Duda.